# Rodolphe Ernst-Metzmaier
 (août 2024).
Si vous disposez d'ouvrages ou d'articles de référence ou si vous connaissez des sites web de qualité traitant du thème abordé ici, merci de compléter l'article en donnant les références utiles à sa vérifiabilité et en les liant à la section « Notes et références ».
Rodolphe Ernst-Metzmaier (né le 16 décembre 1887 à Paris et mort le 23 août 1985) était un ingénieur français et inventeur de la caisse blindée et de la tourelle à canon rotative sur les chars.

## Biographie

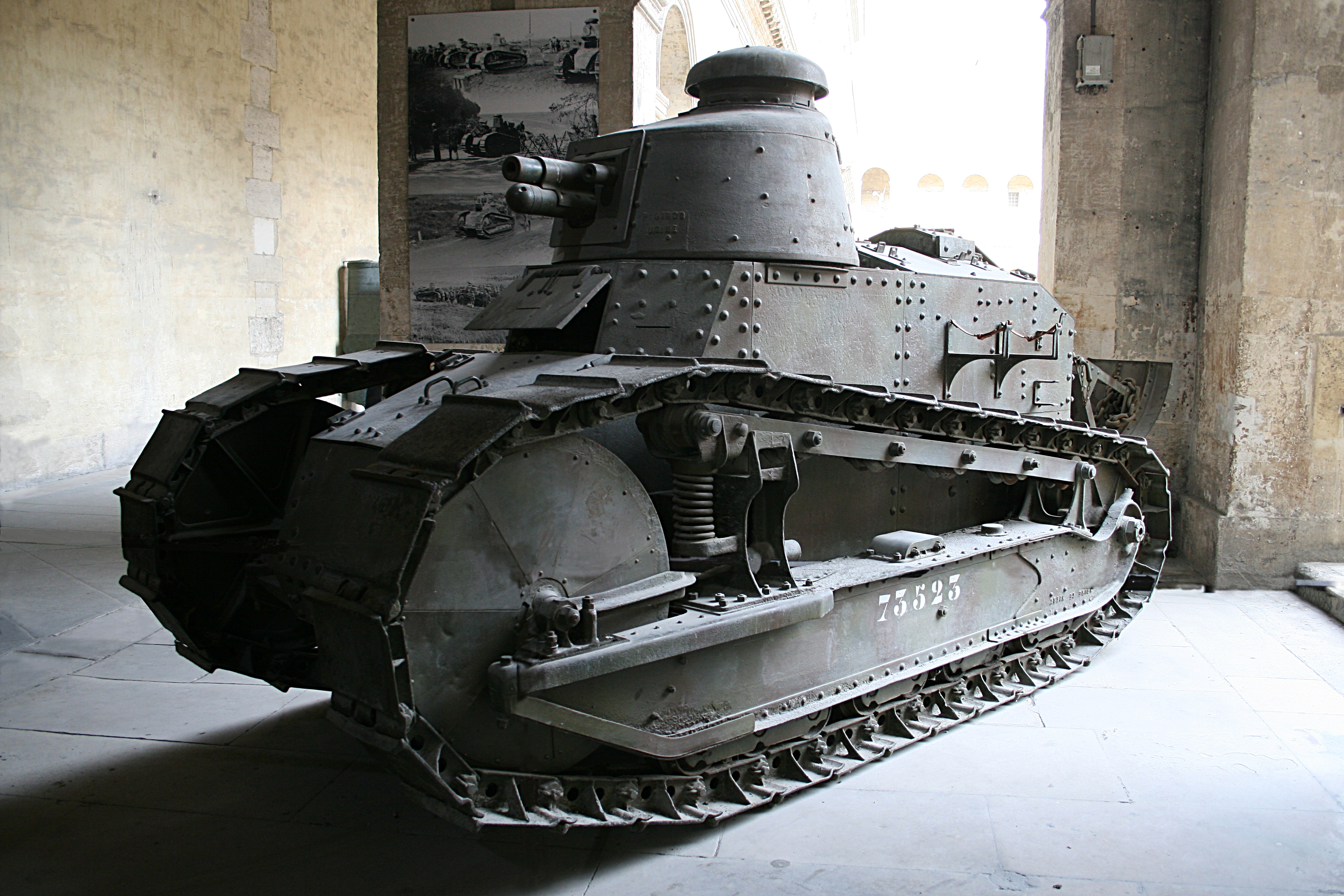
Char Renault FT au Musée de l'Armée à Paris

Il a étudié à l'ETH Zurich. En 1913, il prend un poste chez Renault. Il ne souhaitait rester chez Renault que peu de temps car il avait un emploi en vue chez Dion-Bouton. En 1914, lors de la mobilisation, il arrive au 36e Régiment d'infanterie à Caen. Il est transféré dans la Marne et est blessé. Il est évacué vers Caen et, après examen médical, n'est qualifié qu'aux fonctions auxiliaires. A la demande des usines Renault, il rejoint à nouveau la compagnie et devint responsable des études châssis et carrosserie. Il développe la conception du char FT « char de la victoire » puis s'oriente vers le développement ferroviaire chez Renault. En tant qu'ingénieur, il fut responsable du bureau de planification ferroviaire jusqu'à sa retraite en mars 1958 et il travailla comme consultant jusqu'en 1961. 
Il donne des conférences et donne des cours au Centre d'études supérieures d'industrie automobile (CESIA).

## Récompenses
- Médaille d'or de la Société des ingénieurs de l'automobile
- Chevalier de la Légion d’honneur

## Publications
- Les boîtes de vitesses progressives. Société des Ingénieurs de l'Automobile, S. 56.
- Cours d'automobile : les embrayages, les changements de vitesse, les transformateurs de couples, les transmissions, les ponts moteurs [nouvelle édition.]. Éditions Technip, 1962.
- Les problèmes du freinage. Société des Ingénieurs de l'Automobile, OCLC 878736774.
- Les Amis Renault chez Renault, n° 6, juin 1973 (lire en ligne).